# Ciclu solar

Corelaţia dintre radiaţie, numărul petelor solare, erupţiile solare şi radiaţia din banda de 10,7 cm.

Ciclul solar sau ciclul activității solare este o variație periodică a radiației solare, variație care determină schimbări climatice pe Pământ.
Ciclul solar are o durată medie de 11,2 ani, însă se cunosc și cicluri solare cu durate între 8 și 15 ani. Se presupune că un ciclu solar este determinat de câmpul magnetic al Soarelui, care se inversează o dată la 11 ani, un ciclu magnetic complet durând de fapt 22 de ani. Activitatea solară este caracterizată prin numărul de pete solare, numărul de erupții solare și radiația solară. Cel mai bun indice este considerat cel al radiației de 2,8 GHz, adică al radiației cu lungimea de undă de 10,7 cm.
În afară de ciclul cu durata de 22 de ani există și variații cu perioadă mare de timp. În figura alăturată se observă scăderea numărului de pete solare în a doua jumătate a secolului al XVII-lea.

## Istorie
Văzută de pe Pământ, influența Soarelui variază în principal zilnic și în fiecare an. În termeni absoluți, activitatea este reglementată de un ciclu solar, cu o perioadă medie de 11,2 ani - de la un maxim la altul -, dar durata poate varia între 8 și 15 ani. Amplitudinea maximelor poate varia de la simplu la triplu. Ciclul de 11 ani a fost determinat pentru prima dată de astronomul amator german Heinrich Schwabe în jurul anului 1843. În 1849, astronomul elvețian Johann Rudolf Wolf (1816-1893) a stabilit o metodă de calcul al activității solare pe baza numărului de pete solare. Ciclurile lui Schwabe sunt numerotate de la maximul din 1761. Ciclul 24 a început în 2008 și s-a încheiat la începutul anului 2020, după cum sugerează inversarea câmpului magnetic solar raportată de o echipă indiană. Maximul ciclului 25 este prognozat de Centrul de predicție meteo spațială pentru anul 2025 și ar trebui să numere 115 pete
| Numărul ciclului | Început         | Sfârșit                     | Durată | Maximum                                          | Numărul maxim de pete  | Numărul minim de pete (la sfârșitul ciclului) | Numărul zilelor fără pete solare                     | Comentari                                                                           |
| ---------------- | --------------- | --------------------------- | ------ | ------------------------------------------------ | ---------------------- | --------------------------------------------- | ---------------------------------------------------- | ----------------------------------------------------------------------------------- |
| 1                | august 1755     | martie 1766                 | 11,3   | iunie 1761                                       | 86,5                   | 11,2                                          |                                                      |                                                                                     |
| 2                | 1766            | 1775                        | 9      | 1770                                             | 193,0                  |                                               |                                                      |                                                                                     |
| 3                | 1775            | 1784                        | 9      | mai 1778                                         | 264,3                  |                                               |                                                      |                                                                                     |
| 4                | 1784            | 1798                        | 14     | 1788                                             |                        |                                               |                                                      | Poate au existat două cicluri solare, dintre care unul ar fi durat cel puțin 8 ani. |
| 5                | 1798            | 1810                        | 12     | 1804                                             |                        |                                               |                                                      |                                                                                     |
| 6                | 1810            | 1823                        | 13     | 1816                                             |                        |                                               |                                                      |                                                                                     |
| 7                | 1823            | 1833                        | 10     | 1828                                             |                        |                                               |                                                      |                                                                                     |
| 8                | 1833            | 1843                        | 10     | 1838                                             |                        |                                               |                                                      |                                                                                     |
| 9                | 1843            | 1855                        | 12     | 1848                                             |                        |                                               |                                                      |                                                                                     |
| 10               | 1855            | 1867                        | 12     | 1860                                             |                        |                                               |                                                      |                                                                                     |
| 11               | 1867            | 1878                        | 11     | 1872                                             |                        |                                               |                                                      |                                                                                     |
| 12               | 1878            | 1890                        | 12     | decembrie 1883                                   | 124,4                  |                                               | 736                                                  |                                                                                     |
| 13               | 1890            | 1902                        | 12     | ianuarie 1894                                    | 146,5                  |                                               | 934                                                  |                                                                                     |
| 14               | 1902            | 1913                        | 11     | februarie 1906                                   | 64,2                   |                                               |                                                      | Ciclu cu activitate slabă.                                                          |
| 15               | 1913            | 1923                        | 10     | 1917                                             |                        |                                               | 534 de zile fără pete solare.                        | Începutul maximului modern.                                                         |
| 16               | 1923            | 1933                        | 10     | 1928                                             |                        |                                               |                                                      |                                                                                     |
| 17               | 1933            | 1944                        | 11     | 1939                                             |                        |                                               |                                                      |                                                                                     |
| 18               | 1944            | 1954                        | 10     | 1947                                             |                        |                                               |                                                      |                                                                                     |
| 19               | 1954            | 1964                        | 10     | 1958                                             | ~190                   |                                               |                                                      | Maximul maximului modern.                                                           |
| 20               | 1964            | 1976                        | 12     | 1968                                             |                        |                                               |                                                      |                                                                                     |
| 21               | 1976            | 1986                        | 10     | 1981                                             |                        |                                               |                                                      |                                                                                     |
| 22               | 1986            | mai 1996                    | 10     | 1991                                             |                        |                                               |                                                      |                                                                                     |
| 23               | mai 1996        | 4 ianuarie 2008             | 11,6   | martie 2000                                      | 120,8                  |                                               | Minimul lunar mediu : 1,7. 817 zile fără pete solare | Posibil ultimul ciclu solar al maximului modern.                                    |
| 24               | 4 ianuarie 2008 | decembrie 2019              |        | 2011 (Primul vârf) început 2014 (al doilea vârf) | 99 101                 |                                               |                                                      | Ciclu solar cu activitate slabă.                                                    |
| 25               | decembrie 2019  | Prevăzut prin 2030 sau 2031 |        | Prevăzut prin iulie 2025                         | Prevăzut la 115 +/- 10 |                                               |                                                      |                                                                                     |

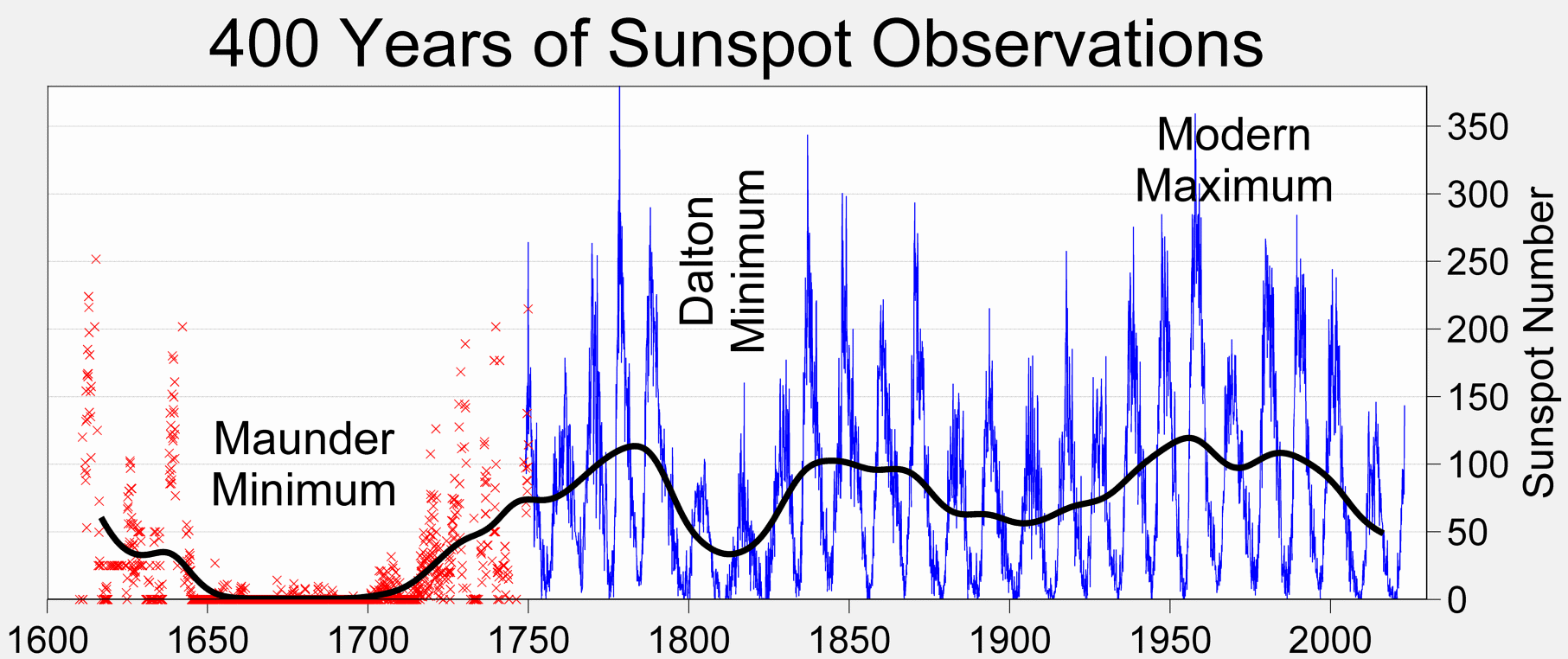
Numărul petelor solare în ultimii 400 de ani.

Împreună cu ciclul de 11 ani, există un ciclu de 22 de ani pentru câmpul magnetic solar. Polaritățile câmpului solar se inversează cu fiecare nou ciclu de 11 ani. Un ciclu de 179 de ani poate fi, de asemenea, observat în legătură cu ciclul planetelor gigantice gazoase Jupiter și Saturn. O teorie elaborată de Nelson (1951), Takahashi (1967), Bigg (1967), Wood (1968), Blizard (1969), Ambroz (1971), Grandpierre (1996) și Hung (2007) dă ca motiv pentru acest ciclu mareele solare cauzate de planetele din Sistemul Solar, în principal Venus, Pământ, Mercur, Marte, Jupiter și Saturn.
Wolf a observat, de asemenea, un ciclu de 90 de ani de variație a maximelor. În anii de activitate maximă, se înregistrează o creștere:
- a numărului de pete solare și de explozii solare;
- a radiațiilor corpusculare;
- a radiațiilor electromagnetice.

Observarea regulată a activității Soarelui, prin intermediul petelor solare, datează încă din secolul al XVII-lea. Această activitate este, de asemenea, înregistrată în inelele copacilor prin concentrația lor inițială de Carbon-14 (direct legată de intensitatea razelor cosmice), care poate fi determinată din concentrația lor actuală atunci când inelele sunt datate cu precizie. În 2020, un studiu de acest tip a reconstituit istoricul concentrației de Carbon-14 în aer pe întreaga perioadă 969-1933. Studiul confirmă prezența ciclului Schwabe începând cu anul 969, precum și vârful de Carbon-14 din 993-994, un eveniment deosebit de energic în 993. De asemenea, apar două evenimente similare care nu au fost raportate anterior: în 1052 și 1279.

### Al 23-lea ciclu solar
Al 23-lea ciclu solar după 1755, când a început înregistrarea extensivă a activității petelor solare, a început în august 1996 și a luat sfârșit în decembrie 2008. Numărul maxim de pete solare netezite (numărul lunar de pete solare calculat ca medie pe o perioadă de 12 luni) observat în timpul ciclului solar a fost de 120,8 (martie 2000), iar cel minim a fost de 1,7. Un total de 805 de zile nu au avut pete solare în timpul acestui ciclu.

### Al 24-lea ciclu solar
Al 24-lea ciclu solar după 1755, când a început înregistrarea observațiilor astronomice extensive asupra petelor solare, a început la decembrie 2008 și a luat sfârșit în decembrie 2019. Maximum solar al acestui ciclu a avut loc în aprilie 2014.

### Al 25-lea ciclu solar
Al 25-lea ciclu solar după 1755, când a început înregistrarea observațiilor astronomice asupra petelor solare, este ciclul solar curent. Acesta a început în luna decembrie a anului 2019.

## Petele solare

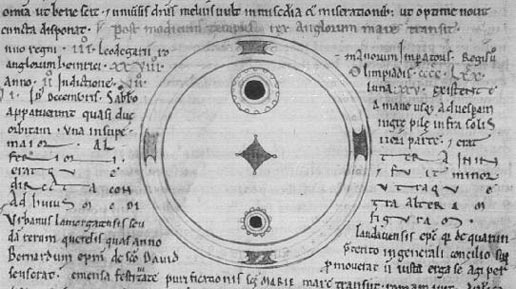
Desenul unei pete solare în Cronicile lui John de Worcester, cca. 1100

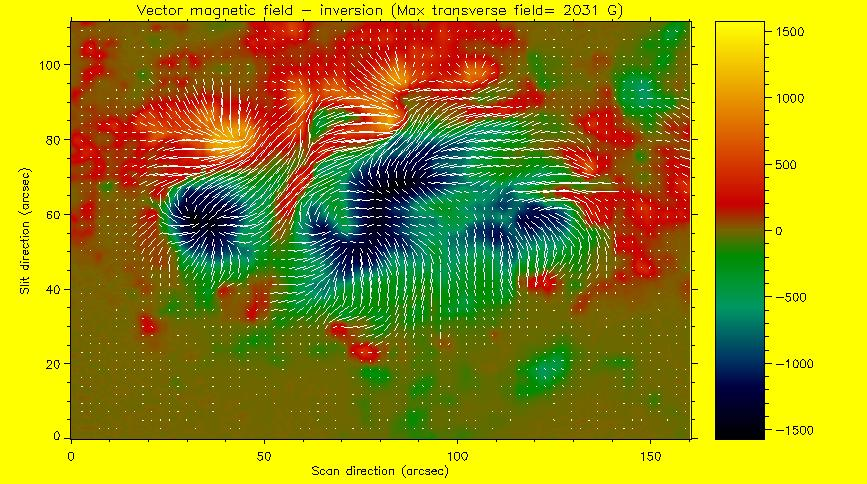
Câmpul magnetic la un grup de puncte reci din fotosferă (intensitate exprimată în gauss). Nivelurile de culoare descriu componenta câmpului magnetic de-a lungul liniei de vizibilitate. Liniile albe ilustrează componenta câmpului perpendicular pe linia de vizibilitate. Imagine obținută în urma observațiilor telescopului solar THEMIS și tratate de BASS 2000.

În urmă cu două mii de ani, astronomii greci și chinezi au scris despre petele întunecate de pe Soare care își schimbau forma și poziția. În aprilie 1612, Galileo a fost primul care le-a observat în detaliu cu ajutorul unei lunete astronomice. Ulterior, observatorul din Zurich a continuat să le observe. Ele apar în fotosferă ca o zonă întunecată (umbra) înconjurată de o regiune mai luminoasă (penumbra), sunt mai reci decât fotosfera ambientală (4.500 K, față de aproximativ 5.800 K pentru fotosferă) și se datorează răcirii ca urmare a inhibării convecției de suprafață prin creșterea locală a câmpului magnetic. Cea mai mare dimensiune a lor poate atinge mai multe zeci de mii de kilometri. Petele apar adesea în grupuri și sunt adesea însoțite de alte pete de polaritate magnetică opusă (grup de pete bipolare). La începutul ciclului solar, petele solare au tendința de a apărea la latitudini mari în ambele emisfere (în jur de 40°); în plus, primele pete dintr-un grup sunt, în general, de aceeași polaritate. De-a lungul ciclului, petele solare se vor apropia de ecuator până la începutul ciclului următor, moment în care polaritatea petelor solare se va schimba. Prin studierea mișcărilor acestor pete solare, astronomii au putut conchide că regiunile ecuatoriale ale Soarelui se rotesc mai repede decât zonele polare, înainte ca acest lucru să fie confirmat prin alte mijloace mai moderne, cum ar fi efectul Doppler-Fizeau.
Petele solare sunt mai întunecate și mai reci decât suprafața Soarelui, astfel încât reduc intensitatea radiației solare. Cu toate acestea, ele sunt însoțite de pete luminoase care cresc intensitatea radiației solare. Efectul petelor luminoase este cel care prevalează, astfel încât radiația solară este mai mare în timpul perioadelor de activitate solară ridicată (radiație mai mare decât cea normală cu un factor de aproximativ 0,1%).
Petele solare sunt ușor de observat și arată modul în care Soarele se rotește în jurul axei sal în 27 de zile. Astronomii recomandă să nu priviți niciodată direct la Soare fără ochelari adecvați, din cauza riscului ridicat de ardere a retinei. Un sistem simplu de observare indirectă constă, de exemplu, în proiectarea imaginii Soarelui pe o foaie de hârtie cu ajutorul unui binoclu.